# Pterolophia tricolor
Pterolophia tricolor är en skalbaggsart som beskrevs av Stefan von Breuning 1938. Pterolophia tricolor ingår i släktet Pterolophia och familjen långhorningar. Inga underarter finns listade i Catalogue of Life.